# 五通神
五通神或五顯神，據載自唐宋以來，即有此名，一說五通神為邪神，五顯神為正神，一般認為為王爺信仰。

## 相關记载
- 唐郑愚《大沩虚佑师铭》：牛阿房，鬼五通，专觑捕，见西东。

- 唐柳宗元《龙城录》曰：柳州旧有鬼，名五通。余始到，不之信。一日偶发箧易衣，尽为灰烬。乃为文醮诉于帝，帝恳我心，遂尔龙城绝妖邪之怪。

- 宋洪迈《夷坚丁志.江南木客》：大江之南地多山，而俗禨鬼，其神怪甚佹异，多依岩石树木为丛祠，村村有之。二浙江东曰五通，江西闽中曰木下三郎，又曰木客，一足者曰独脚五通，名虽不同，其实则一。

- 宋叶绍翁《武林闻见录》曰：嘉泰中大理寺决一囚，数日，见形狱吏云：泰和楼五通神虚位，某欲充之，求一差檄，言差充某神位，得此为据可矣。如其言，经数月，人闻楼上五通神日夜喧哄。吏乃泄前事，为增塑一像，遂寂然。按：今委巷荒墟多建矮屋，绘版作五神像祀之，谓之五圣。

- 明田艺蘅《留青日札》云：即五通神也。或谓明太祖定天下，封功臣，梦阵亡兵卒千万请恤。太祖许以五人为伍，处处血食。命江南家立尺五小庙，俗称为五圣堂。然则五圣与五通不同矣。

- 清褚人获《坚瓠八集·毁淫祠》：苏俗酷尚五通神，供之家堂。楞伽山鼓乐演唱，日无虚刻，河南汤公抚吴，严为禁止。乙丑九月公往淮上，值神诞，画船箫鼓，祭赛更甚于昔。公归闻之，立拘僧至，将神像沉于河。茶筵款待，一概禁绝。

- 清趙翼《陔餘叢考》三十五曰：钮玉樵谓五通起于明祖，则未必然。按《夷坚志》刘举将赴解，祷于钱塘门外九里西五圣行祠，遂登科。为德兴尉，到任奠五显庙。知为五圣之祖祠也。则五圣之祠，宋已有之。《七修类稿》又谓五通神即五圣也。然则五圣五显五通，名虽异而实则同。《夷坚志》所载，韩子师病祟，请客以符水治之。见五通神销金黄袍，骑马而去。（中略）如此之类，不一而足。而陈友谅僭号，亦在采石五通庙。则五圣者，宋元已有之。而非起于明祖矣。

- 清蒲松齡《聊齋志異》：南有五通，猶北之有狐也。然北方狐祟，尚百計驅遣之，至於江浙五通，民家有美婦，輒被淫占，父母兄弟皆莫敢喘息，為害尤烈。 (電影《聊齋艷譚》和《聊齋艷譚續集：五通神》以此為改篇藍本。)

## 參看
- 華光大帝
- 五路神